# Teatre Princesa
El Teatre Princesa va ser un dels primers teatres de València. Fou dissenyat per l'arquitecte José Zacarías Camaña i emplaçat el 1853 en el carrer del Rei En Jaume, en el Barri de Velluters, en ple centre històric de València.

## Història
Durant la Guerra Civil va canviar el nom per Teatre Llibertat. El teatre va ser reformat el 1956 per Miguel Sanchis i tancat i abandonat al voltant dels anys 90 del segle passat. L'edifici va experimentar un procés de deteriorament. En el moment de la seua desaparició, l'immoble era propietat de la Generalitat Valenciana i es considerava d'interès històric. L'octubre de 1999, un grup d'ocupes va prendre el teatre, tot i que finalment van ser desallotjats per la policia. En els fets, va morir un ocupa que havia caigut d'una altura de 30 metres. La matinada del 27 de febrer de 2009, es produí un incendi que va destruir el teatre. El mateix any va ser enderrocat i el solar que ocupava el teatre és en l'actualitat propietat de l'Ajuntament de València.